# Karl Hahn (Maler)
Karl Hahn (* 17. September 1892 in Burkersdorf; † 23. August 1980 in Dresden) war ein deutscher Maler und Grafiker.

## Leben und Werk
Hahn war der Sohn des Burkersdorfer Dekorationsmalers Anton Hahn. Er studierte von 1910 bis 1914 bei Richard Müller, Osmar Schindler, Carl Bantzer und Hermann Prell an der Dresdner Akademie der Bildenden Künste. Von 1914 bis 1918 nahm er als Soldat am Ersten Weltkrieg teil. Bis 1919 schloss er sein Studium bei Ludwig von Hofmann ab. Danach arbeitete er als freischaffender Maler und Grafiker in Dresden. Er nahm an einer bedeutenden Anzahl von Ausstellungen, insbesondere der Dresdner Kunstgenossenschaft, teil.
Hahn war u. a. mit Otto Griebel und Werner Hofmann befreundet.
In der Zeit des Nationalsozialismus war Hahn Mitglied der Reichskammer der bildenden Künste. Es ist jedoch für diese Zeit lediglich seine Teilnahme an zwei Ausstellungen der Kunstgenossenschaft bekannt.
Von 1939 bis 1945 nahm Hahn als Soldat der Wehrmacht am Zweiten Weltkrieg teil. Das Dresdner Adressbuch verzeichnet ihn 1943/1944 in der Bayreuther Straße 31.
Hahn arbeitet nach Kriegsende wieder als freischaffender Künstler in Dresden. Bis zu seinem Ausschluss 1953 war er Mitglied des Verbands Bildender Künstler der DDR. Der Ausschluss erfolgte nach III Abs. 5 c der Satzung des Verbands, wozu jedoch keine genauen Gründe bekannt sind.

## Werke (Auswahl)
- o.T. / Junge Frau mit langem Zopf (Aquarell, 28 × 29 cm)[3]
- Am Tor (um 1930)[4]
- Ausrufer (um 1936, Aquarell)[5]
- Wettlauf (1950er Jahre, Öl auf Hartfaser, 90,5 × 120 cm; Kunstfonds des Freistaats Sachsen)[6]

## Ausstellungen (unvollständig)
- 1926: Dresden, Internationale Kunstausstellung
- 1930: Dresden, Brühlsche Terrasse („Dresdner Kunst 1930“)
- 1932: Los Angeles, Kunstausstellung der Olympischen Sommerspiele
- 1936 und 1939: Dresden, Brühlsche Terrasse („Kunstausstellung Dresden“)

## Weblink
- https://www.deutschefotothek.de/documents/kue/70052244